# Shawinigan-Sud
 (décembre 2014).
Si vous disposez d'ouvrages ou d'articles de référence ou si vous connaissez des sites web de qualité traitant du thème abordé ici, merci de compléter l'article en donnant les références utiles à sa vérifiabilité et en les liant à la section « Notes et références ».
Shawinigan-Sud est une ancienne ville du Québec, située à 1 km au sud de Shawinigan, à la tête des chutes du même nom, sur les bords du Saint-Maurice, cette ville de la Mauricie est née en raison de l'essor industriel de Shawinigan Falls.
En effet, la promesse d'une grande prospérité a attiré sur la rive est de la rivière Saint-Maurice des habitants de Notre-Dame-du-Mont-Carmel, plus au sud-est, au début du XXe siècle. Détachée de la paroisse de Notre-Dame-du-Mont-Carmel, Notre-Dame-de-la-Présentation-d'Almaville faisait l'objet d'une érection canonique en 1914, et d'une reconnaissance civile la même année.
Le 18 mars 1912, la municipalité du village d'Almaville était officiellement créée, alors que celle de la paroisse de Notre-Dame-de-la-Présentation-d'Almaville, naissait deux ans plus tard. Cette dernière, après avoir pris le nom de municipalité de la paroisse d'Almaville en 1946, était annexée à celle du village de Shawinigan-Sud en 1953, dénomination qu'elle avait reçue en 1948. Shawinigan-Sud obtenait le statut de ville en 1961.
La dénomination primitive d'Almaville provient d'une suggestion du curé de Notre-Dame-du-Mont-Carmel lors de la reconnaissance officielle de la paroisse, le premier dimanche de l'Avent où l'on chante l'antienne Alma Redemptoris Mater, alma mater signifiant mère nourricière.
Les paroissiens, croyant que leur localité était promise à un brillant avenir, demandèrent l'ajout du suffixe -ville. Cependant, l'appellation de Shawinigan-Sud s'imposera à la fin des années 1940. Une tentative pour modifier la dénomination municipale en Val-des-Chutes en 1987 n'a pas connu de suites concrètes auprès des Shawiniganais.
Au cours de l'année 2001 le gouvernement du Québec, dirigé par Lucien Bouchard puis Bernard Landry, décida d'accélérer le mouvement de regroupement de municipalités entrepris au cours des années 1990. Le principal but de cette réorganisation était de rattacher les banlieues des grandes villes à celles-ci. Plus de deux cents municipalités disparurent de la sorte le 1er janvier 2002, malgré l'opposition de certains groupes de citoyens provenant de banlieues. On assista donc à la création de la nouvelle Ville de Shawinigan par la fusion de l'ancienne ville et des villes de Grand-Mère et de Shawinigan-Sud, de la municipalité de Lac-à-la-Tortue, du village de Saint-Georges, des paroisses de Saint-Gérard-des-Laurentides et de Saint-Jean-des-Piles et des territoires non organisés de Lac-des-Cinq et de Lac-Wapizagonke.
Avant de se voir fusionner dans la nouvelle Ville de Shawinigan, Shawinigan-Sud comptait environ 12500 habitants.

## Personnalités liées à la commune
- Martin Gélinas, ancien joueur de la LNH et assistant-entraineur avec les Flames de Calgary.
- Michaël Bournival, ancien joueur de la LNH des Canadiens de Montréal et du Lightning de Tampa Bay.

## Sources
- Noms et lieux du Québec[réf. incomplète]